# I Spit on Your Grave 2
I Spit on Your Grave 2 (Brasil: Doce Vingança 2) é um filme estadunidense de 2013, dos gêneros suspense e terror, dirigido por Steven R. Monroe.

## Sinopse
A linda Katie Carter de Missouri (interpretada por: Jemma Dellanger) decide ir em busca da tão sonhada carreira de modelo na cidade de Nova Iorque, mas um grupo de rapazes a sequestra para um lugar desconhecido (depois descobre que é a cidade de Sófia na Bulgária), onde é estuprada e torturada. Mas Katie consegue escapar e vai em busca de vingança.